# XL Bermuda Open 1993
L'XL Bermuda Open 1993 è stato un torneo di tennis facente parte della categoria ATP Challenger Series nell'ambito dell'ATP Challenger Series 1993. Il torneo si è giocato a Bermuda in Bermuda dal 6 al 12 dicembre 1993 su campi in terra rossa.

## Vincitori

### Singolare
Mikael Pernfors ha battuto in finale  Sláva Doseděl con il punteggio di 6–4, 6–3

### Doppio
Mark Knowles /  Jared Palmer hanno battuto in finale  Nicolás Pereira /  Maurice Ruah con il punteggio di 6–1, 6–3